# 간산고택
간산고택은 경상북도 안동시에 있다. 2013년 4월 9일 안동시의 문화유산 제70호로 지정되었다.